# Paul Phalempin
Pour les articles homonymes, voir Phalempin.
Maître Paul Phalempin, né le 1er juin 1895 à Sars-le-Bois et mort le 18 novembre 1950 à Douai, est un avocat français, ancien bâtonnier du tribunal de Douai. Il est maire de Douai de 1944 jusqu'à son décès.

## Biographie
En tant qu'avocat, pendant l'Occupation, il défendit, notamment, des militants devant la section spéciale. Résistant au sein du mouvement Front national des juristes, il est nommé maire de Douai après la Libération de la ville puis élu en 1945, sur une liste d'Union patriotique et républicaine antifasciste, et 1947. Son frère Georges Phalempin fut préfet du Pas-de-Calais, puis préfet de la région Nord-Pas-de-Calais.

## Hommages et distinctions
Une stèle commémorative est érigée dans les années 1950.
- Officier de la Légion d'honneur
- Croix de guerre 1914-1918
- Croix de guerre 1939-1945
- Médaille de la Reconnaissance française, argent
- Chevalier de l'ordre de Léopold